# Campionato europeo rallycross 2020
La stagione 2020 del campionato europeo rallycross è stata la quarantacinquesima edizione del campionato gestito dalla FIA. È iniziata il 22 agosto sul tracciato del Höljesbanan a Höljes, Torsby, in Svezia, e si è conclusa il 18 ottobre sul circuito di Catalogna a Montmeló, in Spagna; la serie era costituita da 4 eventi disputatisi in tre differenti nazioni, tutti svoltisi in concomitanza con gli appuntamenti dal campionato del mondo.
Il campionato, che prevedeva come di consueto la presenza della classe regina Supercar e della serie cadetta Super1600, avrebbe dovuto iniziare il 16 aprile a Barcellona ma a causa della pandemia da Covid-19, diffusasi nell'intero pianeta a partire dal mese di febbraio, la serie prese il via definitivamente il 22 agosto in Svezia.
Dopo varie vicissitudini che hanno portato alla cancellazione di numerosi eventi, il 24 novembre venne annullato definitivamente anche l'appuntamento tedesco del Nürburgring che avrebbe dovuto chiudere il campionato, e non essendo state disputate almeno tre gare per ogni serie, nessuno dei due titoli in palio venne assegnato, come previsto dal regolamento stilato a maggio dalla Commissione Off-Road.

## Calendario
Il campionato prevedeva inizialmente otto appuntamenti da disputarsi in altrettante differenti nazioni, di cui cinque validi per la classe Supercar e sei per la Super1600, tuttavia la pandemia da Covid-19 diffusasi in tutto il pianeta a partire dai primi mesi dell'anno, ha costretto gli organizzatori a modificarne pesantemente la struttura e a maggio è stata approvata la versione definitiva del calendario, che ne sanciva l'inizio a fine agosto e sarebbe stato costituito da quattro appuntamenti per la classe Supercar e cinque per la Super1600.
| Calendario definitivo | Calendario definitivo | Calendario definitivo                          | Calendario definitivo            | Calendario definitivo                      | Calendario definitivo |
| Gara                  | Data                  | Evento                                         | Circuito                         | Località                                   | Categorie             |
| --------------------- | --------------------- | ---------------------------------------------- | -------------------------------- | ------------------------------------------ | --------------------- |
| 1                     | 22 agosto             | Swecon Euro RX of Sweden                       | Höljesbanan                      | Höljes, Torsby, Contea di Värmland, Svezia | Supercar              |
| 2                     | 19 settembre          | Neste Euro RX of Riga-Latvia                   | Biķernieku Kompleksā Sporta Bāze | Riga, Lettonia                             | Supercar              |
| 3                     | 17 ottobre            | Logitech World RX of "Pirineus-Barcelona 2030" | Circuito di Catalogna            | Montmeló, Catalogna, Spagna                | Super1600             |
| 4                     | 18 ottobre            | Logitech World RX of Catalunya                 | Circuito di Catalogna            | Montmeló, Catalogna, Spagna                | Super1600             |
| Fonti                 |                       |                                                |                                  |                                            |                       |

| Eventi cancellati         | Eventi cancellati             | Eventi cancellati          | Eventi cancellati | Eventi cancellati  | Eventi cancellati |
| Evento                    | Circuito                      | Località                   | Data prevista     | Categorie          | note |
| ------------------------- | ----------------------------- | -------------------------- | ----------------- | ------------------ | --- |
| Rallycross di Russia      | Igora Drive                   | Sosnovo, Priozerskij rajon | 18–19 luglio      | Super1600          | Cancellato a marzo 2020 per problemi contrattuali. |
| Rallycross di Norvegia    | Lånkebanen                    | Hell, Stjørdal             | 13–14 giugno      | Supercar           | Cancellato a maggio 2020 a causa della pandemia di COVID-19. |
| Rallycross di Francia     | Circuito di Lohéac            | Lohéac                     | 5–6 settembre     | Supercar Super1600 | Cancellato a fine maggio 2020 a causa della pandemia di COVID-19. |
| Rallycross del Portogallo | Pista Automóvel de Montalegre | Montalegre                 | 2–3 maggio        | Super1600          | Cancellato a metà settembre 2020 a causa della pandemia di COVID-19. |
| Rallycross del Benelux    | Circuito di Spa-Francorchamps | Stavelot                   | 16–17 maggio      | Supercar           | Cancellato ai primi di novembre 2020 a causa della pandemia di COVID-19. |
| Rallycross di Germania    | Nürburgring                   | Nürburg                    | 1–2 agosto        | Super1600          | Inserito a fine marzo 2020 in sostituzione della gara annullata in Russia, una seconda gara venne aggiunta al posto del Portogallo; evento cancellato definitivamente a fine novembre 2020 a causa della pandemia di COVID-19. |

### Cambiamenti nel calendario rispetto alla stagione 2019
Prima della pandemia, il programma prevedeva 9 appuntamenti con alcune novità rispetto alla stagione 2019: 
- Il ritorno del Rallycross del Portogallo dopo un anno di assenza;
- Venne rimosso dal calendario il Rallycross di Gran Bretagna.
- Venne inserito per la prima volta nella storia del campionato il Rallycross di Russia.

### Cambiamenti nel calendario dovuti alla pandemia da COVID-19
Dopo vari spostamenti e l'annullamento di alcuni eventi, nel mese di maggio venne approvata la versione definitiva del calendario, che sanciva l'inizio delle competizioni a fine agosto e un totale di dieci appuntamenti in sette differenti nazioni:
- Ai primi di marzo venne cancellato il Rallycross di Russia, inizialmente previsto per il 18 e il 19 luglio, e al suo posto ci fu il ritorno del rallycross di Germania che traslocò dal circuito dell'Estering a quello del Nürburgring.[7]
- A maggio, con la ridefinizione del calendario, i rallycross di Barcellona, del Portogallo, del Benelux, di Svezia e di Germania, in programma nel periodo tra aprile e agosto, vennero spostati tra agosto e dicembre. Venne invece estromesso definitivamente l'appuntamento in Norvegia, previsto a metà giugno.
- A fine maggio anche il Rallycross di Francia venne annullato sempre a causa del COVID-19[8]
- Ai primi di settembre il Rallycross del Benelux fu spostato dal 3–4 ottobre al 21–22 novembre come penultima gara del campionato, con la speranza da parte degli organizzatori di avere minori restrizioni per il pubblico nella nuova data[12], tuttavia il 4 novembre venne definitivamente cancellato per il considerevole aumento dei casi di Coronavirus in Belgio[10]
- A metà settembre venne cancellato anche il Rallycross del Portogallo per cui vennero disputate due gare in Catalogna anziché una come previsto inizialmente.[9]
- Il 24 novembre è stato annullato anche il rallycross di Germania[1], previsto inizialmente per il 12–13 dicembre e che avrebbe dovuto chiudere la stagione, la quale si concluse pertanto anticipatamente il 18 ottobre con l'appuntamento catalano.

## Squadre e piloti

### Classe Supercar
| Costruttore | Vettura             | Squadra                         | Pneumatici | N°  | Pilota                | Gare  |
| ----------- | ------------------- | ------------------------------- | ---------- | --- | --------------------- | ----- |
| Audi        | Audi S1             | JC Raceteknik                   | C          | 3   | Ben-Philip Gundersen  | Tutte |
| Audi        | Audi S1             | JC Raceteknik                   | C          | 54  | Mats Öhman            | 1     |
| Audi        | Audi S1             | Karai Motorsport Sportegyesület | C          | 73  | Támas Kárai           | Tutte |
| Ford        | Ford Fiesta         | David Nordgård                  | C          | 9   | David Nordgård        | 1     |
| Ford        | Ford Fiesta         | Troels Daarbak                  | C          | 93  | Tobias Daarbak        | 1     |
| Ford        | Ford Fiesta         | Olsberg MSE                     | C          | 116 | Oliver Eriksson       | Tutte |
| Ford        | Ford Fiesta         | Mikko Ikonen                    | C          | 10  | Mikko Ikonen          | 2     |
| Ford        | Ford Fiesta         | TSK Baltijos Sportas            | C          | 55  | Paulius Pleskovas     | 2     |
| Ford        | Ford Ka             | Reinsalu Sport                  | C          | 5   | Andri Oun             | 2     |
| Peugeot     | Peugeot 208         | Andréa Dubourg                  | C          | 23  | Andréa Dubourg        | Tutte |
| Peugeot     | Peugeot 208         | Jean-Baptiste Dubourg           | C          | 87  | Jean-Baptiste Dubourg | Tutte |
| SEAT        | SEAT Ibiza          | ALL-INKL.COM Münnich Motorsport | C          | 38  | Mandie August         | Tutte |
| Volkswagen  | Volkswagen Beetle   | Eklund Motorsport               | C          | 74  | Per Eklund            | 1     |
| Volkswagen  | Volkswagen Polo     | Hedströms Motorsport            | C          | 8   | Peter Hedström        | 1     |
| Volkswagen  | Volkswagen Polo     | Hedströms Motorsport            | C          | 45  | Pontus Tidemand       | 1     |
| Volkswagen  | Volkswagen Polo     | Hedströms Motorsport            | C          | 17  | Dan Öberg             | 2     |
| Volkswagen  | Volkswagen Polo     | KRTZ Motorsport ACCR Czech Team | C          | 11  | Aleš Fučik            | Tutte |
| Volkswagen  | Volkswagen Polo     | TBRX                            | C          | 16  | Thomas Bryntesson     | Tutte |
| Volkswagen  | Volkswagen Polo     | Kristoffersson Motorsport       | C          | 69  | Sondre Evjen          | Tutte |
| Volkswagen  | Volkswagen Polo     | MKIVRX                          | C          | 8   | Peter Hedström        | 2     |
| Volkswagen  | Volkswagen Scirocco | MKIVRX                          | C          | 17  | Dan Öberg             | 1     |
| Note:       |                     |                                 |            |     |                       |       |

### Classe Super1600
| Costruttore | Vettura        | Squadra            | Pneumatici | N°  | Pilota              | Gare  |
| ----------- | -------------- | ------------------ | ---------- | --- | ------------------- | ----- |
| Audi        | Audi A1        | Volland Racing KFT | C          | 15  | Gergely Márton      | Tutte |
| Audi        | Audi A1        | Volland Racing KFT | C          | 39  | Artur Egorov        | Tutte |
| Audi        | Audi A1        | Volland Racing KFT | C          | 51  | Marius Bermingrud   | Tutte |
| Audi        | Audi A1        | Volland Racing KFT | C          | 54  | Marat Knjazev       | Tutte |
| Audi        | Audi A1        | Volland Racing KFT | C          | 95  | Yuri Belevskiy      | Tutte |
| Renault     | Renault Twingo | Set Promotion      | C          | 22  | Rasmus Tuominen     | Tutte |
| Renault     | Renault Mégane | Marcel Snoeijers   | C          | 50  | Marcel Snoeijers    | Tutte |
| Škoda       | Škoda Citigo   | PAJR s.r.o         | C          | 11  | Jan Černý           | Tutte |
| Škoda       | Škoda Fabia    | Josef Šusta        | C          | 16  | Josef Šusta         | Tutte |
| Škoda       | Škoda Fabia    | João Ribeiro       | C          | 99  | João Ribeiro        | Tutte |
| Škoda       | Škoda Fabia    | Automax Motorsport | C          | 117 | Radoslaw Raczkowski | Tutte |
| Škoda       | Škoda Fabia    | Jérémy Lambec      | C          | 166 | Jérémy Lambec       | Tutte |
| Note:       |                |                    |            |     |                     |       |

## Risultati e statistiche
| Gara | Nome gara                                                              | Vincitori | Vincitori | Vincitori       | Vincitori                    | Vincitori    | Vincitori    | Statistiche  |
| Gara | Nome gara                                                              | Categoria | N°        | Pilota          | Squadra e vettura            | Tempo finale | Punti totali | Partecipanti |
| ---- | ---------------------------------------------------------------------- | --------- | --------- | --------------- | ---------------------------- | ------------ | ------------ | ------------ |
| 1    | Swecon Euro RX of Sweden (22 agosto) — Resoconto                       | Supercar  | 116       | Oliver Eriksson | Olsberg MSE (Ford Fiesta)    | 4'31"942     | 30           | 16           |
|      |                                                                        |           |           |                 |                              |              |              |              |
| 2    | Neste Euro RX of Riga-Latvia (19 settembre) — Resoconto                | Supercar  | 116       | Oliver Eriksson | Olsberg MSE (Ford Fiesta)    | 5'08"507     | 29           | 14           |
|      |                                                                        |           |           |                 |                              |              |              |              |
| 3    | Logitech Euro RX of "Pirineus-Barcelona 2030" (17 ottobre) — Resoconto | Super1600 | 95        | Yuri Belevskiy  | Volland Racing KFT (Audi A1) | 5'11"832     | 29           | 12           |
|      |                                                                        |           |           |                 |                              |              |              |              |
| 4    | Logitech Euro RX of Catalunya-Barcelona (18 ottobre) — Resoconto       | Super1600 | 95        | Yuri Belevskiy  | Volland Racing KFT (Audi A1) | 5'06"013     | 30           | 12           |

## Classifiche

### Punteggio
|                | Posizione | Posizione | Posizione | Posizione | Posizione | Posizione | Posizione | Posizione | Posizione | Posizione | Posizione | Posizione | Posizione | Posizione | Posizione | Posizione |
| Turno          | 1º        | 2º        | 3º        | 4º        | 5º        | 6º        | 7º        | 8º        | 9º        | 10º       | 11º       | 12º       | 13º       | 14º       | 15º       | 16º       |
| -------------- | --------- | --------- | --------- | --------- | --------- | --------- | --------- | --------- | --------- | --------- | --------- | --------- | --------- | --------- | --------- | --------- |
| Qualificazioni | 16        | 15        | 14        | 13        | 12        | 11        | 10        | 9         | 8         | 7         | 6         | 5         | 4         | 3         | 2         | 1         |
| Semifinali     | 6         | 5         | 4         | 3         | 2         | 1         |           |           |           |           |           |           |           |           |           |           |
| Finale         | 8         | 5         | 4         | 3         | 2         | 1         |           |           |           |           |           |           |           |           |           |           |

- Su sfondo rosso i piloti che non si qualificano per il turno successivo.

### Classifica piloti Supercar[17]
Il titolo europeo non venne assegnato in quanto non furono disputate almeno tre gare come previsto dal regolamento stilato prima dell'inizio del campionato dalla Commissione Off-Road.
| Pos. | Pilota                | SVE | LET | Punti |
| ---- | --------------------- | --- | --- | ----- |
| 1    | Oliver Eriksson       | 1   | 1   | 59    |
| 2    | Jean-Baptiste Dubourg | 5   | 3   | 48    |
| 3    | Sondre Evjen          | 7   | 2   | 40    |
| 4    | Ben-Philip Gundersen  | 4   | 5   | 39    |
| 5    | Andréa Dubourg        | 2   | 4   | 36    |
| 6    | Peter Hedström        | 3   | 7   | 32    |
| 7    | Tamás Kárai           | 10  | 6   | 25    |
| 8    | Aleš Fučík            | 13  | 8   | 18    |
| 9    | Thomas Bryntesson     | 8   | 14  | 16    |
| 10   | Pontus Tidemand       | 6   |     | 14    |
| 11   | Mandie August         | 12  | 11  | 14    |
| 12   | Mats Öhman            | 9   |     | 13    |
| 13   | Mikko Ikonen          |     | 9   | 11    |
| 14   | Paulius Pleskovas     |     | 10  | 10    |
| 15   | Tobias Daarbak        | 11  |     | 8     |
| 16   | Andri Oun             |     | 13  | 4     |
| 17   | Per Eklund            | 15  |     | 2     |
| 18   | David Nordgård        | 16  |     | 1     |
| 19   | Dan Öberg             | 14  | 12  | -16   |
| Pos. | Pilota                | SVE | LET | Punti |

| Colore  | Risultato                |
| ------- | ------------------------ |
| Oro     | Vincitore                |
| Argento | 2º posto                 |
| Bronzo  | 3º posto                 |
| Verde   | Finito a punti           |
| Blu     | Finito senza punti       |
| Blu     | Non classificato (NC)    |
| Viola   | Ritirato (Rit)           |
| Nero    | Squalificato (SQ)        |
| Nero    | Escluso (ES)             |
| Bianco  | Non ha gareggiato        |
| Bianco  | Iscrizione ritirata (WD) |
| Bianco  | Non partito (NP)         |
| Bianco  | Gara cancellata (C)      |

### Classifica piloti Super1600[18]
Il titolo europeo non venne assegnato in quanto non furono disputate almeno tre gare come previsto dal regolamento stilato prima dell'inizio del campionato dalla Commissione Off-Road.
| Pos. | Pilota              | BAR | BAR | Punti |
| ---- | ------------------- | --- | --- | ----- |
| 1    | Yuri Belevskiy      | 1   | 1   | 59    |
| 2    | Gergely Márton      | 2   | 3   | 51    |
| 3    | Artur Egorov        | 5   | 4   | 39    |
| 4    | Marat Knjazev       | 7   | 2   | 38    |
| 5    | Marius Bermingrud   | 4   | 7   | 37    |
| 6    | Rasmus Tuominen     | 3   | 10  | 32    |
| 7    | João Ribeiro        | 6   | 5   | 29    |
| 8    | Jan Černý           | 8   | 9   | 24    |
| 9    | Josef Šusta         | 11  | 6   | 22    |
| 10   | Radoslaw Raczkowski | 9   | 8   | 20    |
| 11   | Jérémy Lambec       | 10  | 11  | 17    |
| 12   | Marcel Snoeijers    | 12  | 12  | 13    |
| Pos. | Pilota              | BAR | BAR | Punti |

| Colore  | Risultato                |
| ------- | ------------------------ |
| Oro     | Vincitore                |
| Argento | 2º posto                 |
| Bronzo  | 3º posto                 |
| Verde   | Finito a punti           |
| Blu     | Finito senza punti       |
| Blu     | Non classificato (NC)    |
| Viola   | Ritirato (Rit)           |
| Nero    | Squalificato (SQ)        |
| Nero    | Escluso (ES)             |
| Bianco  | Non ha gareggiato        |
| Bianco  | Iscrizione ritirata (WD) |
| Bianco  | Non partito (NP)         |
| Bianco  | Gara cancellata (C)      |